# Crossostylis richii
Crossostylis richii là một loài thực vật có hoa trong họ Rhizophoraceae. Loài này được (A.Gray) A.C.Sm. mô tả khoa học đầu tiên năm 1936.